# World Boxing Association
WBA (World Boxing Association) er den ældste af de store bokseorganisationer, der udnævner professionelle verdensmestre i boksning. 
Forbundet blev grundlagt i 1921 som National Boxing Association af de professionelle boksekommissioner i 13 amerikanske delstater som modvægt mod den indflydelsesrige New York State Athletic Commission (NYSAC). Begge organisationer arangerede VM-kampe. Den 23. august 1962 skiftede NBA navn til det nuværende. Organisationens hovedkontor er i dag i Panama. 
En lang række organisationer udnævner "verdensmeste" inden for professionel boksning. Den uafhængige og anerkendte interesseorganisation International Boxing Hall of Fame (IBHOF) anerkender dog kun verdensmestee, der er i regi af de fire store forbund: WBA, WBC, IBF og WBO.